# Carl Bergmann (Staatssekretär)
1. WEITERLEITUNG Carl Bergmann (Bankier)